# 诺尔特杜姆杜姆
诺尔特杜姆杜姆（North Dumdum），是印度西孟加拉邦North Twentyfour Parganas县的一个城镇。总人口220032（2001年）。

## 人口
该地2001年总人口220032人，其中男性112868人，女性107164人；0—6岁人口19017人，其中男9602人，女9415人；识字率82.15%，其中男性为85.52%，女性为78.60%。